# Amtsgericht Müncheberg
Das Amtsgericht Müncheberg war ein preußisches Amtsgericht mit Sitz in Müncheberg, Provinz Brandenburg.

## Geschichte
Ab 1849 war das königliche Kreisgericht Frankfurt a. d. Oder das zuständige Gericht. Übergeordnet war das Appellationsgericht Frankfurt a. d. Oder als Appellationsgericht. Im Rahmen der Reichsjustizgesetze wurden diese Gerichte aufgehoben und reichsweit einheitlich Oberlandes-, Land- und Amtsgerichte gebildet. Das königlich preußische Amtsgericht Müncheberg wurde mit Wirkung zum 1. Oktober 1879 als eines von elf Amtsgerichten im Bezirk des Landgerichtes Frankfurt (Oder) im Bezirk des Kammergerichtes gebildet. Der Sitz des Gerichtes war die Stadt Müncheberg. Sein Gerichtsbezirk umfasste aus dem Landkreis Lebus die Stadtbezirke Buckow und Müncheberg sowie die Amtsbezirke Behlendorf, Buckow, Eggersdorf und Hasenfelde. Am Gericht bestand 1880 eine Richterstelle. Das Amtsgericht war damit ein kleines Amtsgericht im Landgerichtsbezirk.
Nach dem Zweiten Weltkrieg wurde das Amtsgericht Müncheberg dem Landgericht Eberswalde zugeordnet. Zum 1. Juli 1951 wurde das Amtsgericht Müncheberg in eine Zweigstelle des Amtsgerichtes Seelow umgewandelt. Im Jahre 1952 wurden in der DDR die Amtsgerichte abgeschafft und stattdessen Kreisgerichte gebildet. Müncheberg kam zum Kreis Strausberg, zuständiges Gericht war damit das Kreisgericht Strausberg. Das Amtsgericht Müncheberg wurde auch nach dem Zusammenbruch der DDR nicht neu errichtet.